# ASM Assembly Systems
ASM Assembly Systems GmbH & Co. KG (ранее Siemens Electronics Assembly Systems GmbH & Co. KG (SEAS)) — немецкая компания, производитель оборудования для сборки электронных компонентов и поверхностного монтажа.

## История компании[1]
Компания была основана в 1948 году, как фабрика Zentrale Werkzeug- und Maschinenfabrik в г. Брухзаль. В 1955 году была основана ещё одна фабрика — в Мюнхене.
В ходе создания концерна Siemens AG в 1966 году фабрика была переименована в Werkzeug- und Maschinenwerk.
В 2009 году подразделение I DT EA было выделено в отдельную компанию, получившую название Siemens Electronics Assembly Systems.
В 2010 году компания была приобретена компанией ASM Pacific Technology Ltd.

## Продукция
- Системы поверхностного монтажа SIPLACE